# Starfield
Starfield – komputerowa fabularna gra akcji w reżyserii Todda Howarda, wyprodukowana przez Bethesda Game Studios. Premiera gry odbyła się 6 września 2023 roku w wersjach na platformy Windows i Xbox Series X/S.
Produkcja gry rozpoczęła się po wydaniu Fallout 4 w 2015 roku. Jest to pierwsza gra działająca na silniku Creation Engine 2.
We wrześniu 2024 roku wydano rozszerzenie Shattered Space.

## Fabuła
Gracz wciela się w rolę górnika kosmicznego pracującego dla firmy Argos Extractors, której Konstelacja - grupa galaktycznych odkrywców - zleciła zlokalizowanie zakopanego pod ziemią artefaktu. Po jego wydobyciu postać gracza doświadcza wizji po czym zasypia. Po przebudzeniu dowiaduje się, że ich klient jest w drodze, aby odebrać artefakt. Wkrótce po spotkaniu z klientem i obronie bazy wydobywczej przed atakiem Karmazynowej Floty, gracz podróżuje do Nowej Atlantydy, stolicy Zjednoczonych Kolonii, aby dostarczyć przedmiot do Loży - głównej siedziby Konstelacji. Będąc na miejscu gracz dołącza do nich i planuje odnaleźć inne artefakty.
Gracz zostaje skierowany do zbadania anomalii, która odpowiada obecności artefaktu, ale jest znacznie silniejsza. Tam odkrywa starożytną świątynię i aktywuje ją, co daje graczowi możliwość korzystania z unikalnych mocy. Podczas dalszych poszukiwań po odzyskaniu artefaktu na planecie Neon, zostaje zaatakowany przez nieznaną i nierozpoznawalną istotę nazywającą siebie Astrianem. Żąda on artefaktu, ale bohaterowi udaje się uciec.
W celu zwiększenia zasięgu skanowania i zlokalizowania większej liczby artefaktów, gracz zostaje skierowany do pomocy w naprawie Oka, satelity Konstelacji na orbicie. Podczas tej misji gracz otrzymuje wiadomość, że Loża jest atakowana przez Astrian. Gracz może wybrać pomiędzy obroną Oka lub Loży. W zależności od miejsca, do którego udaje się gracz, jedna osoba należąca do Konstelacji ginie podczas ataku. Członkowie grupy uciekają z artefaktami, ku zaskoczeniu atakującego Astriana, „Łowcy”, który pozwala graczowi odejść, obiecując, że spotkają się ponownie.
Podążając za serią wskazówek, gracz tropi Łowcę, który spotyka się z innym Astrianem, zwanym Wysłannikiem. Gracz wchodzi na pokład statku, w którym się znajdują i dowiaduje się, że nie są kosmitami, ale ludźmi z równoległych wszechświatów. Wysłannik jest równoległą wersją dowolnego członka Konstelacji, który zginął w ataku Łowcy. Wysłannik i Łowca ujawniają, że ktokolwiek będzie w stanie zebrać wszystkie artefakty w danym wszechświecie, będzie w stanie dotrzeć do tzw. Jedności, centrum tego wszechświata i bramy do innych równoległych światów.
Gracz udaje się do ruin centrum kosmicznego Canaveral na Ziemi. Tam dowiaduje się o roli artefaktów w stworzeniu pierwszego napędu grawitacyjnego i o tym, jak jego rozwój doprowadził do zniszczenia ziemskiej magnetosfery. Wkrótce potem gracz otrzymuje wybór między pomocą Łowcy, Wysłannikowi lub odmową pomocy. Niezależnie od wyboru, gracz zbiera pozostałe artefakty, które nie są jeszcze w ich posiadaniu i konfrontuje się z nimi w świątyni. Po zwycięstwie gracz dociera do Jedności i napotyka równoległą wersję siebie. Ta równoległa wersja wyjaśnia, że wchodząc do Jedności, gracz stanie się Astrianem, ale opuści swój rodzimy wszechświat na zawsze i wejdzie do innego, pozwalając graczowi na ponowne rozpoczęcie fabuły w równoległym wszechświecie.

## Rozgrywka
Gra rozpoczyna się od stworzenia swojej postaci. Gracz dokonuje wyboru płci, wyglądu, umiejętności czy przeszłości. Gracz może obserwować świat zarówno z perspektywy pierwszej, jak i trzeciej osoby. Na świat gry składa się ponad sto układów planetarnych, w których istnieje łącznie ponad tysiąc planet i księżyców.

## Produkcja
Prace nad grą rozpoczęto po premierze poprzedniej produkcji firmy Fallout 4 w listopadzie 2015 roku. Produkcja gry została oficjalnie zapowiedziana podczas targów E3 2018. Jest to pierwsza gra wykorzystująca silnik Creation Engine w wersji drugiej. Najobszerniejsze miasto dostępne w grze, New Atlantis, jest największym fikcyjnym miastem stworzonym przez Bethesdę. Ścieżkę dźwiękową opracował Inon Zur (Baldur’s Gate II, seria Fallout).
We wrześniu 2024 roku wydano dodatek Shattered Space. Wprowadza on nową planetę Va’Ruun’kai oraz wątek fabularny powiązany z rodem Va’Ruun.

## Odbiór
Reakcja krytyków na grę była generalnie pozytywna, co przełożyło się na średnią ocen w agregatorze recenzji Metacritic wynoszącą 88/100 (dla wersji na PC).
Linia fabularna i dostępne zadania były przedmiotem krytyki. Zdaniem Michaela Highama z GameSpotu ambitny projekt i rozmiar gry sprowadzają się do płytkich historii, które nie wykorzystują potencjału podróży kosmicznych. Opowiedziana historia pozbawiona jest mocnych motywacji z perspektywy narracyjnej, a struktura misji opiera się w dużej mierze na przewidywalnej formule. Dan Stapleton z IGN zauważył, że świat gry jest pełen historii o wojnach pomiędzy trzema głównymi frakcjami. Przypomniał też, że podobnie do poprzednich gier firmy, wątek główny jest liniowy, ale za to zadania poboczne umożliwiają prawdziwe wybory moralne. Matt Miller z czasopisma „Game Informer” pozytywnie ocenił warstwę fabularną. Dialogi postaci i opowiadanie historii są na najwyższym poziomie, z nowatorskimi osobowościami i interakcjami na każdym kroku. Zadania frakcji i kompanów różnią się i nawiązują do różnych schematów typowych dla fantastyki naukowej.
Recenzenci skomentowali też eksplorację planet i podróż między nimi. Miller dobrze wspomina moment lądowania na nowych planetach i poznawanie nieznanej fauny, jednak negatywnie ocenił interfejs podróżowania i określił go jako niedoskonały. Higham zauważył, że lądowanie na planetach możliwe jest tylko na predefiniowanych lokacjach, a sam proces polega na klikaniu i oglądaniu krótkiej animacji. Stapleton porównał grę do No Man’s Sky (2016), innej produkcji o zbliżonej tematyce, pochlebnie wyrażając się o tej drugiej. Dostępne planety w Starfield opisał jako ilustracje, do których nigdy gracz nie będzie mógł dotrzeć.